# Szymon Kaźmierowski
Szymon Kaźmierowski, né le 2 juillet 1987 à Poznań, est un footballeur polonais. Il est attaquant au Polonia Varsovie.

## Carrière

### Clubs
- 2005-2008 :  Dyskobolia
- 2008- :  Polonia Varsovie

### Palmarès
- Coupe de Pologne : 2007
- Coupe de la Ligue de Pologne : 2007 et 2008